# 364省道 (广东省)
364省道（或省道364線、S364線、十水公路）是中國廣東省的一條公路，這條公路經過中山和江門两市，起點為中山民众十顷沥桥，與 228国道連接，終點為开平水口，连接 325国道，全長96.247公里。
根据2017年的省道网规划，S364未来将缩短到会城。
1. ↑  广东省交通运输厅.  (PDF). 2017-02-27  [2023-05-10]. （原始内容存档 (PDF)于2021-05-24）.